# Juaye-Mondaye
Juaye-Mondaye település Franciaországban, Calvados megyében. Lakosainak száma 697 fő (2022. január 1.). Juaye-Mondaye Arganchy, Bucéels, Chouain, Condé-sur-Seulles, Ellon, Lingèvres, Saint-Paul-du-Vernay, Trungy és Aurseulles községekkel határos.

## Népesség
A település népességének változása:
| Lakosok száma | 573  | 533  | 616  | 686  | 671  | 669  | 670  | 679  | 685  | 697  |
|               | 1968 | 1982 | 1990 | 2006 | 2013 | 2015 | 2017 | 2019 | 2020 | 2022 |